# Faservolumenanteil
Der Faservolumenanteil oder der Faservolumengehalt ist das Verhältnis des Volumens der Fasern zum Gesamtvolumen eines faserverstärkten Materials. Er wird mit {\displaystyle \varphi } abgekürzt. 
Der Faservolumenanteil berechnet sich analog dem Volumenanteil einer zweiphasigen Mischung.
Er ist eine wichtige Kenngröße bei Faser-Kunststoff-Verbunden wie z. B. kohlenstofffaserverstärktem Kunststoff (CFK) oder glasfaserverstärktem Kunststoff (GFK).
Bei der Laminatauslegung hat sich als Standard ein Faservolumenanteil von 60 %, demzufolge ein Matrixvolumenanteil von 40 %, als geeignet herausgestellt. Höhere Faseranteile sind unvorteilhaft, da die Fasern schon so dicht liegen, dass nicht mehr alle von der Matrix benetzt werden. Man kann auch sagen, das Laminat ist „zu trocken“.

## Berechnung
Der Faservolumenanteil ergibt sich nach der Formel des allgemeinen Volumenanteils
{\displaystyle \varphi ={\frac {V_{\text{Faser}}}{V_{\text{Verbund}}}}={\frac {V_{\text{Faser}}}{V_{\text{Faser}}+V_{\text{Matrix}}(+V_{\text{Leerstellen}})}}.}

## Bedeutung bei der Auslegung von Faser-Kunststoff-Verbunden
Bei der Auslegung von Bauteilen ist die Angabe des Faservolumenanteils zwingend notwendig. Ohne diese Angabe können die Grundelastizitätsgrößen und die Festigkeit des Bauteils nicht bestimmt werden. Damit unterscheiden sich die Faser-Kunststoff-Verbunde grundsätzlich von metallischen Werkstoffen. Dort werden in der Regel Wanddicken bzw. Querschnitte dimensioniert. Bei den Faser-Kunststoff-Verbunden wird die Fasermenge ausgelegt. Über die verwendete Matrixmenge ergibt sich der Faservolumenanteil und daraus resultiert erst die Wanddicke des Bauteils.
Bei stabilitätsgefährdeten Bauteilen ist ein niedriger Faservolumenanteil oft vorteilhaft. Während, z. B. beim Plattenbeulen, der Elastizitätsmodul linear mit dem Beulwert zusammenhängt, geht die Wanddicke kubisch in die kritische Last ein.
Für die schwingende Beanspruchung in faserparalleler Richtung sind niedrige Faservolumenanteile ebenfalls vorteilhaft. Bei der dichtesten Packung berühren sich ein Großteil der Fasern. Die Berührungsstellen zwischen den Fasern wirken als innere Fehlstellen, von denen bei schwingender Beanspruchung das Risswachstum ausgeht.

### Dehnungsvergrößerung
Der Faservolumenanteil hat einen wesentlichen Einfluss auf die sogenannte Dehnungsvergrößerung. Die Dehnungsvergrößerung ist verantwortlich für die schlechten statischen Festigkeiten von Faser-Kunststoff-Verbunden unter Beanspruchung senkrecht zur Faser.

## Packungsmodelle

Maximale Packungsdichte. links: quadratische Packung, rechts: hexagonale Packung

Je nach zugrundeliegendem Packungsmodell gibt es eine physikalische Grenze, über die der Faservolumenanteil nicht gesteigert werden kann. Es gelten die folgenden Grenzen:
- quadratische Packung: {\displaystyle \varphi _{\max }={\frac {\pi }{4}}\approx 0{,}79}
- hexagonale Packung: {\displaystyle \varphi _{\max }={\frac {\pi }{\sqrt {12}}}\approx 0{,}91}

Da das Packungsmodell bei der Fertigung kaum beeinflusst werden kann, stellt sich eine Mischung aus beiden Packungsmodellen ein. Tendenziell liegt eher eine quadratische statt einer hexagonalen Packung vor.

## Experimentelle Ermittlung
Der Faservolumenanteil kann an Bauteilen durch verschiedene Verfahren nachträglich bestimmt werden. Dies ist insbesondere im Laufe der Qualitätssicherung von Verbundbauteilen wichtig.

### Glührückstand
Bei diesem Verfahren wird eine Materialprobe hohen Temperaturen ausgesetzt. Dadurch verbrennt die Matrix, die Verstärkungsfasern bleiben jedoch erhalten. Durch Wägen der Fasern kann, bei bekannten Dichten, der Faservolumenanteil berechnet werden.
Dieses Verfahren eignet sich nur für Verbunde, in denen die Matrix thermisch zersetzt werden kann und die thermischen Zersetzungspunkte von Faser und Matrix weit auseinanderliegen.

### Chemische Extraktion
Durch chemische Extraktion, z. B. mit Hilfe einer Säure, wird entweder die Matrix oder die Faser aus der Probe gelöst. Nach anschließendem Trocknen und Verwiegen kann, bei bekannten Dichten, der Faservolumenanteil berechnet werden.
Für viele, mit organischen Fasern verstärkte Kunststoffe, ist dies oft die einzige Möglichkeit, den Faservolumenanteil experimentell zu bestimmen.

### Auszählen
Aus einem Probevolumen wird ein Schliff mit bekannter Querschnittsfläche erstellt. Dieser Schliff wird anschließend mit Hilfe eines Mikroskops untersucht. Dabei werden mit geeigneten Verfahren die Flächen aller Fasern aufsummiert. Man erhält so direkt den Faservolumenanteil.

## Fasermassenanteil
Der Fasermassenanteil ist eine dem Faservolumenanteil verwandte Größe und darf nicht mit ihm verwechselt werden. Er wird z. B. benötigt, um den Mischpreis eines Faserverbunds zu bestimmen. Nach VDA 260 ist der Fasermassenanteil in Gewichtsprozent definiert. Analog dazu wird der Faservolumenanteil in Volumenprozent angegeben, wobei meist bis zu 3 % Luft enthalten sind.